# Stridens Æble
Stridens Æble er en amerikansk stumfilm fra 1920 af Victor Schertzinger.

## Medvirkende
- Mabel Normand som Pinto
- Cullen Landis som Bob DeWitt
- Edward Jobson som Looey
- Edythe Chapman som Mrs. Audry
- George Nichols som Pop Audrey
- William Elmer som Lousy
- Hallam Cooley som Armand Cassel
- Andrew Arbuckle
- Richard Cummings
- George Kunkel
- John Burton
- Joseph Hazelton
- Manuel R. Ojeda
- T.D. Crittenden